# IB,SINGER
IB,SINGER（アイビーシンガー）は、日本のパンク・ロックバンド。1983年5月結成。
明治学院東村山高等学校出身のニューロティカ、我殺の後輩バンド。

## メンバー
- MASAYA - ボーカル
- SAKUMA - ベース
- MOTOI - ギター
- RIKU - ドラム